# Costa-Rica-Wachteltaube
Die Costa-Rica-Wachteltaube (Zentrygon costaricensis, Syn.: Geotrygon costaricensis) ist eine bodenbewohnende Art der Taubenvögel, die zu den Wachteltauben zählt. Es ist eine kompaktgebaute und kurzschwänzige Art mit einem überwiegend rötlichbraunen Gefieder, die in Zentralamerika vorkommt.
Die Bestandssituation der Costa-Rica-Wachteltaube wird mit ungefährdet (least concern) angegeben. Es werden keine Unterarten unterschieden.

## Erscheinungsbild

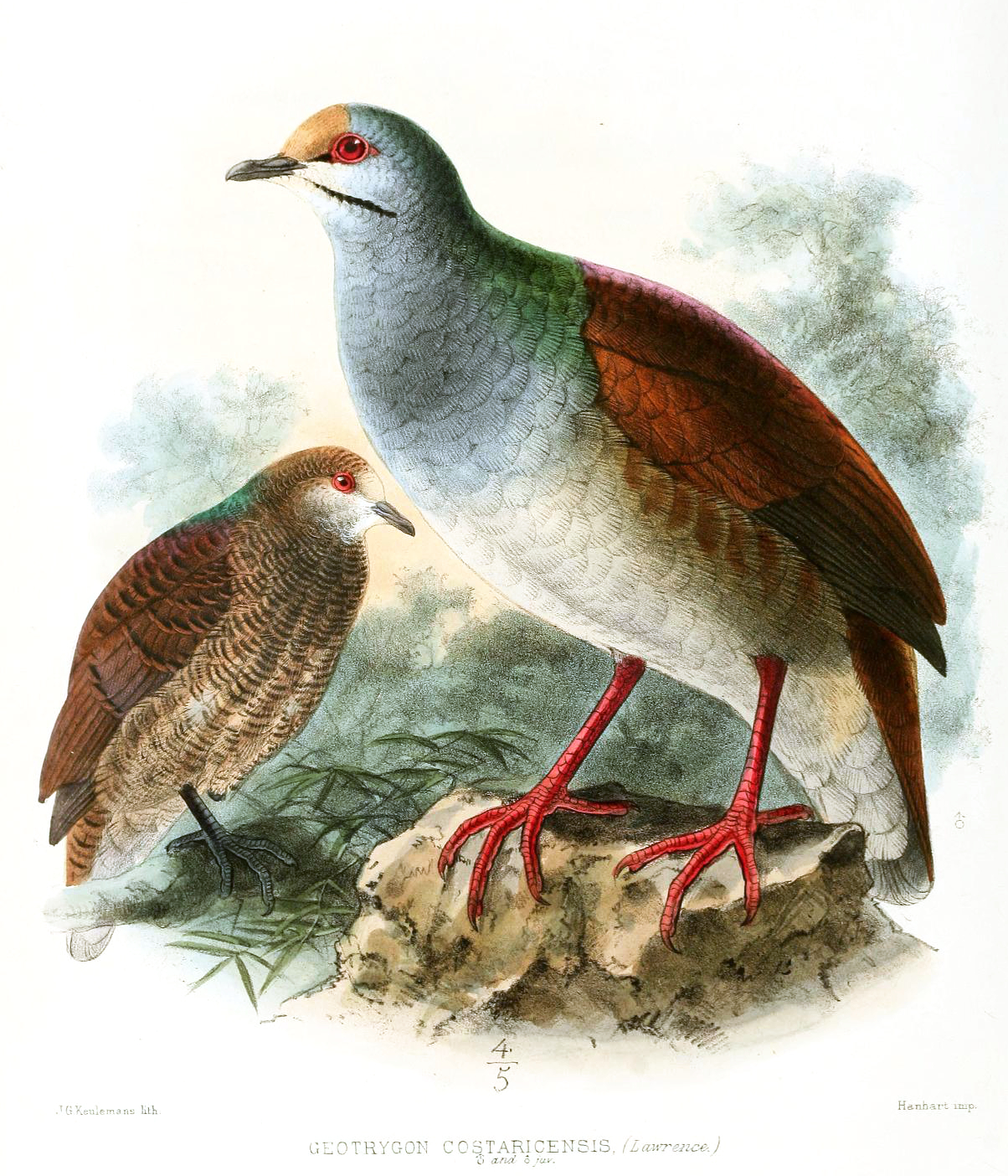
Costa-Rica-Wachteltauben, Illustration

Die Costa-Rica-Wachteltaube erreicht eine Körperlänge von 24 bis 28,5 Zentimeter. Die Flügellänge beträgt 13,6 bis 14,2 Zentimeter. Das Gewicht liegt zwischen 225 und 283 Gramm. Es besteht nur ein geringfügiger Geschlechtsdimorphismus, die Weibchen sind lediglich etwas matter gefärbt.

### Adulte Costa-Rica-Wachteltauben
Die Stirn ist weißbraun und geht auf dem Scheitel in ein Blaugrau über. Der Nacken, der Hinterhals und der obere Mantel sind blass pastellgrün, der übrige Mangel ist glänzend violett. Die übrige Körperoberseite ist rötlich braun. Rücken, Bürzel und die Oberschwanzdecken glänzen dabei violettrot. Die Handschwingen sind dunkel olivbraun, die drei innersten Handschwingen haben an den Außenfahnen isabellfarbene Federsäume.
Das Kinn und die Kehle sind weiß. Das Gesicht ist weißlich, die Kopfseiten sind hellgrau. Ein auffälliger schwarzer Bartstreif grenzt das Gesicht ein. Der Vorderhals und die Brust sind blass blaugrau, die Brustseiten haben einen leicht grünlichen Ton. Der Bauch und die Unterschwanzdecken sind weißlich mit einem leichten Braunton. Die Flanken sind zimtfarben. Das Schwanzgefieder ist auf der Unterseite schwärzlich mit grauen Federspitzen. Die Iris ist dunkelbraun, der Orbitalring ist korallenrot. Der Schnabel ist schwarz, die Beine und Füße sind rotviolett.

### Jungvögel
Jungvögel sind insgesamt matter und überwiegend rotbraun gefärbt. Die Stirn ist matt zimtbraun und der Scheitel matt grau. Das Körperobergefieder hat überwiegend bräunliche Federsäume, so dass die Jungvögel diffus quergebändert wirken.

## Verwechslungsmöglichkeiten
Im Verbreitungsgebiet der Costa-Rica-Wachteltaube kommen auch die Weißstirntaube und die Graukopftaube vor, die beide zu den Schallschwingentauben gehören. Beide Arten haben einen deutlich schlankeren Körperbau und im Schwanzgefieder einen Weißanteil. Die Bergtaube kommt wie die Costa-Rica-Wachteltaube in Höhenlagen vor. Die Männchen haben ein deutlich rotbrauneres Gefieder als die Costa-Rica-Wachteltaube, die Weibchen sind überwiegend matt olivfarben. Beiden Geschlechtern fehlt der schwarze Bartstreif und das weiße Gesicht, bei ihnen hat das Körperobergefieder außerdem einen intensiveren metallischen Glanz.

## Verbreitungsgebiet

Verbreitungsgebiet der Costa-Rica-Wachteltaube (grün)

Die Costa-Rica-Wachteltaube ist eine nicht häufige Taubenart der feuchten Subtropen Costa Ricas und Panamas. Sie kommt überwiegend im Hochland vor und besiedelt beispielsweise im Westen der Provinz Chiriquí, Panama, Höhenlagen zwischen 1200 und 3000 Höhenmetern.
Der Lebensraum sind feuchte subtropische Bergwälder. Sie ist auf ein weitgehend intaktes Unterholz angewiesen und ist in Wäldern mit selektivem Holzeinschlag auf die Gebiete begrenzt, wo ein dichter Sekundärwald am Entstehen ist.

## Lebensgewohnheiten
Die Costa-Rica-Wachteltaube ist ein ausgeprägter Standvogel, die sich nur in einem jeweils begrenzten Gebiet aufhält. Sie unternimmt keine saisonalen Wanderungen und entfernt sich auch tagsüber nicht weit von ihren Nahrungs- und Wasserstellen. Sie ist ausgesprochen scheu und fällt kaum auf. Sie kommt ausschließlich einzelgängerisch oder paarweise vor, dagegen sind individuenreichere Trupps dieser Art noch nie beobachtet worden. Sie lebt ausschließlich auf dem Boden, fliegt selten auf und sucht bei Gefahr zu Fuß Deckung im Unterholz.
Ihre Nahrung findet sie in der Laubschicht auf dem Waldboden und im dichten Unterholz, Waldlichtungen meidet sie. Sie frisst Samen, kleine Früchte, Insekten, Larven und Raupen.
Die Fortpflanzungsbiologie dieser Art ist bislang nicht abschließend untersucht.